# Jon Lovitz
Jonathan « Jon » Lovitz est un acteur, humoriste et chanteur américain né le 21 juillet 1957 à Los Angeles.
Il est surtout connu pour avoir fait partie de l'équipe du Saturday Night Live, entre 1985 et 1990, et pour avoir prêté sa voix à Jay Sherman dans la série télévisée Profession : critique, ainsi qu'à des personnages de la série télévisée américaine satirique Les Simpson.

## Biographie

### Jeunesse
Jon Lovitz est né à Los Angeles en Californie dans une famille juive. Il est allé à l'école d'Harvard puis a étudié le théâtre à l'Université de Californie à Irvine, d'où il sort diplômé en 1979. Il a ensuite appris le métier d'acteur avec Tony Barr à la Film Actors Workshop. Il devint membre de la troupe de théâtre d'improvisation The Groundlings où il rencontra son futur ami et collègue, Phil Hartman.

## Filmographie

### Au cinéma
- 1986 : Hamburger: The Motion Picture : Garde de la sécurité
- 1986 : Last Resort : Le barman
- 1986 : Jumpin' Jack Flash de Penny Marshall : Doug
- 1986 : Ratboy : L'invité à la fête
- 1986 : ¡Trois Amigos! : Morty
- 1987 : Le Petit Grille-pain courageux : La radio (voix)
- 1988 : Big : Scotty Brennen
- 1988 : J'ai épousé une extra-terrestre : Ron Mills
- 1989 : Cranium Command : Le cerveau droit
- 1990 : Monsieur Destinée (Mr. Destiny) de James Orr : Clip Metzler
- 1991 : Fievel au Far West : Chula (voix)
- 1992 : The Buzz
- 1992 : Une équipe hors du commun : Ernie Capadino
- 1992 : Mom and Dad Save the World de Greg Beeman : L'Empereur Tod Spengo
- 1993 : Alarme fatale : Becker
- 1993 : Coneheads de Steve Barron : Dr. Rudolph
- 1994 : L'Or de Curly : Glen Robbins
- 1994 : L'Irrésistible North : Arthur Belt
- 1994 : Descente à Paradise : Dave Firpo
- 1996 : La Couleur de l'arnaque : Sol
- 1996 : Matilda : Million $ Sticky Host
- 1996 : Prof et rebelle : Richard Clark
- 1998 : Wedding singer - Demain on se marie! : Jimmie Moore
- 1998 : Happiness : Andy Kornbulth
- 1999 : Lost & Found : Oncle Harry
- 2000 : Escrocs mais pas trop : Benny
- 2000 : Little Nicky : Peeper
- 2000 : Sand (en) : Kirby
- 2001 : Rat Race : Randall 'Randy' Pear
- 2001 : Destination : Graceland : Jay Peterson
- 2001 : Comme chiens et chats : Galico (voix)
- 2001 : Le Courtier du cœur (Good Advice) : Barry Sherman
- 2002 : Huit nuits folles d'Adam Sandler : Tom Baltezor (voix)
- 2003 : Dickie Roberts, ex enfant star : Sidney Wernick
- 2004 : Et l'homme créa la femme : Dave Markowitz
- 2005 : Oscar, le chien qui vaut des milliards : Oscar (voix)
- 2005 : Pancho's Pizza
- 2005 : Les Producteurs : Mr. Marks
- 2006 : Farce of the Penguins : "My eyes are up here" Penguin (voix)
- 2006 : The Benchwarmers : Mel
- 2006 : Southland Tales : Bart Bookman
- 2007 : Trop jeune pour elle : Nathan
- 2010 : Last Day Foundation : Le dealer de drogue
- 2010 : Casino Jack : Adam Kidan
- 2012 : Hôtel Transylvanie : Quasimodo, le chef cuisinier (voix)
- 2013 : Bula Quo
- 2013 : Copains pour toujours 2 (Grown Ups 2) : Concierge du gym
- 2016 : Joyeuse fête des mères : Jackie Burn

### À la télévision
- 1984 : The Paper Chase (2 épisodes) : Levitz
- 1985-1992 : Saturday Night Live : Plusieurs personnages
- 1991 : Les Contes de la crypte (1 épisode) : Barry Blye
- 1991 : Mariés, deux enfants (1 épisode) : Jeff Littlehead
- 1991-2007 : Les Simpson (9 épisodes) : Jay Sherman, Artie Ziff et Artistotle Amadopoulis
- 1994-2000 : Profession : critique : Jay Sherman (voix)
- 1995 : Seinfeld (1 épisode) : Gary Fogel
- 1995-2003 : Friends (saison 1, épisode 15; saison 9, épisode 14) : Steve
- 1997 : Une fille à scandales (1 épisode) : Acer Pedburn
- 1997-1999 : Infos FM : Max Lewis, Mike Johnson et Fred
- 2002 : Son of the Beach (1 épisode) : Le père de B.J.
- 2003 : Voilà ! (1 épisode) : Roland Devereaux
- 2003-2004 : Stripperella (2 épisodes) : Cheap-o
- 2004-2005 : Las Vegas (3 épisodes) : Fred Puterbaugh
- 2006 : Mon oncle Charlie (saison 3, 1 épisode) : Arche Baldwin
- 2013 : New Girl (1 épisode) : Rabbi Feiglin
- 2018 : Insatiable (saison 1, 1 épisode) : père Schwartz

## Voix francophones
En version française, Michel Mella est la voix la plus régulière de Jon Lovitz. Patrice Dozier l'a également doublé à trois reprises.
Au Québec, Jacques Lavallée est la voix québécoise régulière de l'acteur.
En France
| - Michel Mella dans : - L'Or de Curly - Prof et Rebelle - Escrocs mais pas trop - Bette (en) (série télévisée) - Et l'homme créa la femme - Le Courtier du cœur - La Revanche des losers - Mon oncle Charlie (série télévisée) - Hôtel Transylvanie (voix) - The Ridiculous 6 - Sandy Wexler - Gilbert Lévy dans : - Une fille qui a du chien - Destination : Graceland - Hawaii 5-0 (série télévisée) - The Cool Kids (en) (série télévisée) - Patrice Dozier dans : - Infos FM (série télévisée) - Friends (série télévisée) - Killing Hasselhoff (téléfilm) - Jean-Claude Donda dans : - L'Irrésistible North - Matilda | Et aussi - Mario Pecqueur (*1946 - 2022) dans Big - Philippe Peythieu dans J'ai épousé une extra-terrestre - Jean-Claude Sachot (*1944 - 2017) dans Une équipe hors du commun - Hervé Caradec dans Coneheads - Philippe Crubézy dans Descente à Paradise - Luc Florian (*1951 - 2023) dans La Couleur de l'arnaque - Vincent Violette dans Une fille à scandales (série télévisée) - Roland Timsit dans Profession : critique (voix) - Sylvain Lemarié (*1952 - 2023) dans Little Nicky - Érik Colin (*1947 - 2013) dans Cash Express - Pierre-François Pistorio dans Comme chiens et chats (voix) - Patrick Floersheim (*1944 - 2016) dans Les Producteurs - Gabriel Le Doze dans Southland Tales - Bernard Bollet dans Hot in Cleveland (série télévisée) - Michel Voletti dans New Girl (série télévisée) - Jean-Loup Horwitz dans Joyeuse fête des mères - Laurent Morteau dans Animals (en) (voix) |

Au Québec
| - Jacques Lavallée dans : - Monsieur Destin - Une ligue en jupons - Mom and Dad Save the World - L'école, c'est secondaire - Course folle - 3000 Miles de Graceland - Chats et chiens (voix) - Dickie Roberts, ex enfant star - Les Femmes de Stepford - Les Producteurs - Les Benchwarmers : Ça chauffe sur le banc - Grandes personnes 2 | - Manuel Tadros dans : - L'Irrésistible North - Courrier du cœur Et aussi - Daniel Picard dans Larmes fatales - Yves Corbeil dans Little Nicky - Marc-André Bélanger dans Hôtel Transylvanie (voix) |